# Primo Ordine
Il Primo Ordine (First Order) è un organismo politico immaginario dell'universo di Guerre stellari. Compare nella trilogia sequel e in altre opere, tra cui il romanzo Star Wars: Lost Stars.
All'interno della narrazione, il Primo Ordine è una dittatura militare sorta nel 28 ABY dalle ceneri dell'Impero Galattico. Si oppone alla Nuova Repubblica. Viene guidata prima da Snoke e, in seguito all'assassinio di quest'ultimo, da Kylo Ren. Ha fine nel 35 ABY in seguito alla sconfitta nella battaglia di Exegol.

## Storia
Dopo la battaglia di Endor, la presunta sconfitta dell'Imperatore Palpatine, la morte del suo ex apprendista, Dart Fener, l'Impero Galattico, rimasto ormai senza guide, si frantumò sotto i colpi dell'Alleanza Ribelle. La sconfitta finale per i resti imperiali, nel 5 ABY, fu a Jakku.
Dopo la resa ufficiale dell'Impero, alcuni combattenti e simpatizzanti imperiali si ritirano nelle Regioni Ignote per costituire una sacca di resistenza.
Il Primo Ordine si costituì circa 10 anni prima dei fatti narrati ne Il risveglio della Forza e si è ufficialmente presentato alla galassia quattro anni dopo la sua formazione, quando il Senato si divise tra il partito centrista, formato prevalentemente da ex-imperiali che promuovevano un governo centralizzato della galassia su modello dell'Impero, e populista, capeggiato invece da Leila Organa. Sebbene al Primo Ordine fossero uniti numerosi pianeti centristi, la Nuova Repubblica sottovalutò la sua minaccia, soprattutto sotto il cancelliere Lanever Villecham. Dopo il passaggio di Ben Solo al lato oscuro, Leila, sua madre, costituì la Resistenza, per poter combattere il Primo Ordine.
Nel 34 ABY, la Base Starkiller entrò in funzione e fu utilizzata, su consiglio del generale Armitage Hux, per spazzare via il sistema Hosnian, sede del governo della Nuova Repubblica; tuttavia venne distrutta poco dopo da un attacco della Resistenza.
Dopo una vittoria schiacciante contro la Resistenza sul pianeta Crait, il Primo Ordine si unì all'Ordine Finale (in inglese: Final Order), un nuovo e potentissimo Impero Galattico guidato da Darth Sidious, che è stato anche l'artefice del Primo Ordine stesso. Nella battaglia di Exegol dopo l'arrivo di un'enorme flotta proveniente dai mondi liberi l'Ordine Finale venne distrutto, il resto del Primo Ordine perse gran parte del proprio potere a causa della rivolta.

## Governo
Il Primo Ordine era guidato inizialmente dal leader supremo Snoke, che fungeva da condottiero e dittatore dello Stato. A seguire nella catena di comando vi era un triumvirato posto al comando assoluto dell'esercito del Primo Ordine, da Kylo Ren, dal Generale Armitage Hux e dal Capitano Phasma. Dopo aver ucciso Snoke, Ren si autoproclamò leader supremo, mentre la morte di Phasma mise fine de facto al triumvirato. Dopo l'abbandono di Kylo, il redivivo Darth Sidious guidó il Primo Ordine fino al suo collasso su Exegol.

### Leader Supremi
- Snoke (21 ABY-34 ABY)
- Kylo Ren (34 ABY-35 ABY)
- Darth Sidious (5 ABY-35 ABY) (segretamente)

### Triumvirato
- Kylo Ren
- Generale Armitage Hux
- Capitano Phasma
- Generale Enric Pryde
- Comandante Elrik Vonreg
- Comandante Pyre

## Forze armate
Il Primo Ordine, tenendo sotto controllo solo una frazione della galassia, possedeva limitate risorse; di conseguenza l'apparato militare imparò a sfruttarle meglio. La flotta di guerra, infatti, sebbene fosse più piccola di quella dell'Impero, aveva navi più grandi e meglio equipaggiate,  e quindi più potenti. Non potendo, inoltre, contare su milioni di coscritti, si pensò di allevare i futuri stormtrooper fin dalla nascita, per renderli così più efficaci in combattimento.
Punta di diamante della flotta era il pianeta noto come Base Starkiller, capace di distruggere interi sistemi.